# Jane Doe (album)
Jane Doe è il quarto album in studio del gruppo musicale metalcore statunitense Converge, pubblicato nel 2001 dalla Equal Vision Records. 

## Il disco
L'album ha riscosso un grandissimo successo di critica ed è considerato il capolavoro della band sia per la qualità tecnica delle composizioni che per l'eleganza dei testi del frontman Jacob Bannon, nonché per l'artwork ad opera dello stesso cantante.
L'intero tema dell'album è concentrato sul dissolversi di una relazione sentimentale e sulle sensazioni che ne scaturiscono. Una particolarità sta nel fatto che i testi ufficiali, riportati anche nel booklet, corrispondono solo in parte ai versi effettivamente cantati nei relativi pezzi, spesso di difficile comprensione per lo screaming usato da Bannon molto più distorto rispetto ai precedenti album. Particolare attenzione ha ricevuto anche l'artwork dell'album, realizzato dallo stesso cantante; l'effigie della ragazza ritratta in copertina è stata per un certo periodo l'icona/logo del gruppo, ed è stata disegnata da Bannon senza basarsi su alcun modello originale. È il primo album che i Converge suonano con l'accordatura in Drop C (in Do anziché in Mi, due toni più bassi rispetto all'accordatura normale) che diventerà tipica di tutti i loro lavori successivi.
Si tratta dell'ultimo album che vede i Converge come quintetto; di lì a poco il chitarrista Aaron Dalbec lascerà la formazione per dedicarsi completamente all'altro suo gruppo, i Bane. Inoltre, è il primo lavoro in cui compare Ben Koller dietro le pelli, in sostituzione dello storico batterista Damon Bellorado (sostituito già per brevissimo tempo da John DiGiorgio). Per la prima volta, inoltre, viene realizzato un video per il doppio brano "Concubine/Fault And Fracture"; nel clip, la band compare già senza Dalbec.

## Recensioni
L'album ha avuto ampi consensi, non solo dalla critica specializzata in metal. Il sito specializzato Sputnikmusic lo accredita come il miglior album in assoluto del suo decennio, in una classifica di 100 album.
Stesso giudizio espresso dal mensile statunitense Decibel che lo elegge miglior disco degli anni 2000. Anche Allmusic gli dà un giudizio di 4 stelle e mezzo su 5; per il sito Metalsucks è alla posizione numero 5 dei migliori album metal del XXI secolo.

## Tracce
Tutti i testi sono scritti da Jacob Bannon, mentre tutte le musiche sono composte dai Converge.
1. Concubine - 1:19
2. Fault and Fracture - 3:05
3. Distance and Meaning - 4:18
4. Hell to Pay - 4:32
5. Homewrecker - 3:51
6. The Broken Vow - 2:13
7. Bitter and Then Some - 1:28
8. Heaven in Her Arms - 4:01
9. Phoenix in Flight - 3:49
10. Phoenix in Flames - 0:42
11. Thaw - 4:30
12. Jane Doe - 11:34

Una versione demo del brano Bitter and Then Some è presente anche nell'album precedente, When Forever Comes Crashing, pubblicato nel 1998.

## Formazione
- Jacob Bannon - voce, artwork
- Kurt Ballou - chitarra, voce, theremin
- Aaron Dalbec - chitarra
- Nate Newton - basso, voce, theremin
- Ben Koller - batteria
  - Kevin Baker - cori
  - Tre McCarthy - cori
  - Secret C - cori